# 想見你～Missing You～/奔向明天
《想見你～Missing You～／奔向明天》，是日本女歌手松田聖子的第38張（通算第40張）單曲。1996年4月22日發行。是松田聖子迄今銷量最高的單曲和代表作之一。

## 簡介
雙A面單曲，由松田聖子親自作曲填詞。是松田從索尼轉籍到環球之後的首張單曲。
第一主打歌《想見你～Missing You～》被用作朝日電視台節目《北野武的TV擒抱》1996年4月至6月的結束歌曲，此外，還被用作佳能的影印機產品「PIXEL」的廣告歌，廣告中有早於1985年已經逝世的著名女演員夏目雅子的照片，夏目生前是松田的好友。歌曲雖然講述的是思念戀人，在廣告中卻表現出對已故摯友深深的懷念之情，因此引起了很大的反響，也成為這張單曲成功的很大因素。
第二主打歌《奔向明天》是朝日電視系電視動畫《怪盜St. Tail》的後半期片頭曲。《怪盜St. Tail》的漫畫作者立川惠創作這部作品就是受到松田的歌曲《粉紅豹》的啟發，因此十分希望自己作品動畫化能由松田演唱主題曲；而松田也很喜歡這部漫畫。雙方一拍即合，實現合作。
單曲發售前，由於同日發售的有MY LITTLE LOVER的《ALICE》、射亂Q的《藉口》、H Jungle with t的《FRIENDSHIP》等當紅藝人的作品，因此外界多數不看好松田這張單曲能奪得冠軍。但是發行首週這張單曲竟力壓這些對手，取得Oricon公信榜週榜冠軍。這是松田自1988年以來7年多首個Oricon週榜冠軍。單曲在Oricon週榜前十位長達七週時間，最終總銷量110.1萬張，是松田首張銷量突破百萬的單曲，也是她迄今銷量最高的單曲。是1996年度日本單曲銷量第14位。《奔向明天》也成為歷代銷量第8高的動畫歌曲。
松田在1996年、2000年和2014年曾三次在《NHK紅白歌合戰》上演唱《想見你～Missing You～》。

## 收錄曲目
1. 想見你～Missing You～（あなたに逢いたくて〜Missing You〜）
  - 作詞：Seiko Matsuda；作曲：Seiko Matsuda、小倉良；編曲：鳥山雄司
2. 奔向明天（明日へと駆け出してゆこう）
  - 作詞：Seiko Matsuda；作曲：Seiko Matsuda、小倉良；編曲：鳥山雄司
3. 想見你～Missing You～（Original Karaoke）
4. 奔向明天（Original Karaoke）

## 外部連結
- 唱片介紹 （页面存档备份，存于）